# Fould-Springer–Wooster-kastély
A Fould-Springer–Wooster-kastély Pusztaszabolcs eklektikus stílusban épült kastélya. A 2000-es években kollégiumként üzemelt a Fejér Megyei Szabolcs Vezér Gimnázium, Szakközépiskola és Kollégium számára.

## Története
A területet 1650-ben szerezte meg a Zichy család.
A Zichy család 1890-es évekbeli eladósodása miatt a birtokból Szabolcs- és Csongrádpusztát báró Springer Miksa, Felsőcikolát pedig Hirsch-Halász Alfréd vásárolta meg.
A kastélyt a birtok megvásárlása után építhették meg. Építési ideje: 1925-1927. A Fould-Springer birtok egy részét kiosztották, így 1920-ban Fould-Springer Mária örökölte a kastély területét. Mária 1933-ban férjhez ment Wooster Frankhoz, így már 1941-ben Wooster néven említették a birtokot.
1945-ben teljesen felosztották a birtokot. Az épületben tüdőszűrő szanatóriumot szerettek volna létesíteni, és az épületet a Népjóléti Minisztérium tulajdonába bocsátották.
Végül általános iskola működött az épületben, majd a Fejér Megyei Szabolcs Vezér Gimnázium, Szakközépiskola és Kollégiumként üzemelt 2009-ig. Azóta a pusztaszabolcsi önkormányzat üzemelteti.